# Nika Kiladze
Nika Kiladze (en georgiano: ნიკა კილაძე; Gagra, 29 de noviembre de 1988 - ibídem, 7 de octubre de 2014) fue un futbolista georgiano que jugaba en la demarcación de centrocampista.

## Biografía
Debutó como futbolista en 2006 con el Orbebi Tbilisi de Georgia. Jugó en el club durante una temporada. Al acabar la misma, Kiladze se trasladó a Finlandia para fichar por el Kajaanin Haka durante tres años. En 2009, ganó la Kolmonen con el club, ascendiendo así de categoría por delante del AC Kajaani. En 2011 fichó por el KPV Kokkola, jugando en la Ykkönen. Tras dos años sin jugar, el ORPa le fichó por un año. En 2014 volvió a su país natal para jugar en el FC Guria Lanchkhuti, último club en el que jugó.
El 7 de octubre de 2014, tras sufrir un accidente de tráfico, falleció a los 25 años de edad.

## Clubes
| Club                | País      | Año         | Partidos | Goles |
| ------------------- | --------- | ----------- | -------- | ----- |
| Orbebi Tbilisi      | Georgia   | 2006 - 2007 | 26       | 5     |
| Kajaanin Haka       | Finlandia | 2007 - 2010 | 63       | 12    |
| KPV Kokkola         | Finlandia | 2011        | 12       | 0     |
| ORPa                | Finlandia | 2013 - 2014 | 6        | 1     |
| FC Guria Lanchkhuti | Georgia   | 2014        | 11       | 0     |

## Palmarés

### Campeonatos nacionales
| Título   | Club          | País      | Año  |
| -------- | ------------- | --------- | ---- |
| Kolmonen | Kajaanin Haka | Finlandia | 2009 |